# If You Were a Movie, This Would Be Your Soundtrack
If You Were a Movie, This Would Be Your Soundtrack es un EP acústico de la banda norteamericana de Post-Hardcore Sleeping with Sirens. Fue lanzado el 26 de julio de 2012 por Rise Records y alcanzó el puesto nº 17 en la lista de éxitos Billboard Top 200, vendiendo 17 486 copias durante la primera semana. Este EP contiene versiones acústicas de "If I'm James Dean, You're Audrey Hepburn" y "With Ears to See and Eyes to Hear", del álbum With Ears to See and Eyes to Hear, y otras tres canciones nuevas. Jessica Ess participa en la canción "Don't You Ever Forget About Me". El 10 de octubre de 2012 fue lanzado el vídeo para la canción "Roger Rabbit" mediante mtvU.

## Lista de canciones
| N.º   | Título                                                          | Duración |  |
| 1.    | «Scene One - James Dean and Audrey Hepburn»                     | 4:16     |  |
| 2.    | «Scene Two - Roger Rabbit»                                      | 3:17     |  |
| 3.    | «Scene Three - Stomach Tied in Knots»                           | 3:29     |  |
| 4.    | «Scene Four - Don't You Ever Forget About Me (con Jessica Ess)» | 3:24     |  |
| 5.    | «Scene Five - With Ears to See and Eyes to Hear»                | 3:47     |  |
| 17:33 |                                                                 |          |  |

## Personal

### Sleeping with Sirens
- Kellin Quinn - Voz
- Jack Fowler - Guitarra rítmica
- Jesse Lawson - Guitarra solista
- Justin Hills - Bajo
- Gabe Barham - Batería

### Músicos invitados
- Jessica Ess - Voz adicional en "Don't You Ever Forget About Me"